# Le bonhomme jadis
Le bonhomme jadis è un cortometraggio del 1912 diretto da Émile Chautard.